# Carteris diffidens
Carteris diffidens är en fjärilsart som beskrevs av William Schaus 1901. Carteris diffidens ingår i släktet Carteris och familjen nattflyn. Inga underarter finns listade i Catalogue of Life.